# Kurck
Kurck, Kurke, var tre medeltida frälseätter från Finland som förde olika vapen, när de förde vidare namnet Kurck via spinnsidan. Namnet Kurke eller Korke, sedermera Kurck, kommer av finska "kurki", trana, som i början av 1400-talet återfinnes i sigillet för en av bärarna av detta namn, riddaren och häradshövdingen i Frösåkers härad Nils Kurke som var gift med Cecilia Filipsdotter (Bjälboättens oäkta gren). En av de yngre ätterna, vars namn upptogs från den äldre via en gren på spinnsidan, fick friherrlig värdighet och introducerades på nummer 16 i Sveriges Riddarhus men utslocknade 1946.

## Äldre ätten Kurck (Kurke)
Kurck är en uradlig ätt, känd från 1300-talet i Finland och sannolikt härstammande från underlagmannen Jakob Korke, eller Kurke, som är nämnd 1362-83.
Jakob Korkes sätesgård var Niemenpää i Vånå.

## Yngre ätten Kurck I (Svärd)
En yngre släktgren av Svärd, äldre ätten, vilken under senare hälften av 1300-talet flyttade till Finland, upptog i Finland namnet Kurck från sitt möderne av finskt ursprung, men de flesta ättlingarna behöll fäderneättens vapen, ett svärd mellan tre stjärnor och förde i endast ett fall det talande vapnet med en trana (på finska kurki).
Herman Svärd hade tre söner av vilka en var Peter Svärd, en andra son riddaren Nils Korke eller Kurke, (1400—1427) och ytterligare en tredje, till namnet okänd son (möjligen Klas?) vilken sannolikt var far till Jeppe Kurke, 1418—1455. Den tredje sonen är dock möjligen en efterhandskonstrukt, eftersom alla existerande genealogier faktiskt placerar den nämnda Jeppe Kurke som son till Nils Korke.
Nils Kurke vilken förde en trana i vapnet, slogs till riddare 1401, och var sedan 1413 konungens rådgivare och män vid utlysande av räfsteting i Uppsala. Han var gift med Cecilia Filipsdotter, dotter till Filip Karlsson (Bjälboättens oäkta gren), och överflyttningen till Sverige bör han ha bott på hustruns gård i Lundås i Edebo socken i Frösåkers härad i Uppland, där han blev häradshövding 1420. Nils Kurke dog 1427 och ärvdes bl.a. av brorsonen av Olof Svärd (äldre ätten). Det existerar ett medeltidsbrev där Olof Svärd nämner ett av sina gods som ett arv från Nils Korke. Brevet pantsätter gods till Olof Svärds son och Olof Svärd finner det nödvändigt att garantera pantsättningen med tre olika alternativ, inklusive ett vars ägorätt han motiverar som ett arv från Nils Korke. Brevet nämner möjligheten att arvet ifråga kunde tas ifrån Olof Svärds son. Brevets ordalydelse och de möjliga tolkningarna av de medeltida arvslagarna kvarlämnar möjligheten att det kunde ha varit ett omtvistat eller i övrigt oklart arv som inte i sig nödvändigtvis utesluter existensen av bröstarvingar till Nils Korke.
Jeppe Kurke nämns första gången i Henrik Svärds morgongåvobrev 1418. Hans föräldrar nämns klart som Nils Korke och Cecilia Filipsdotter i Finska adelns släktbok , Peder Månsson Utters Collectanea Genalogica  och Johannes Messenius Theatrum Nobilitatis Suecanae . Att han härstammar från den äldsta Kurckätten visas av för- och släktnamn, medan sonens vapen (svärd med stjärnor) ådagalägger härstamningen från äldre ätten Svärd. Jeppe Kurk var troligen häradshövding i Övre Satakunda och dog förmodligen 1455 eftersom sonen följande år var häradshövding där. Han var 1435 gift med Karin Klasdotter, dotter till slottsfogden Klas Lydekason (Djäkn, Lydekasönernas ätt) och Kristina Jönsdotter (Garp).
Jeppe Kurkes son Klas Kurke nämns 1456 som landshövding sannolikt felskrivning för häradshövding, i Övre Satakunda, där han tydligen som sådan efterträtt fadern Jeppe Kurke, vilket styrker genealogiernas uppgift om den senares faderskap till Klas. 1457 omnämns han som fogde på Åbo slott och 1470 i Tavastland. Han förde i likhet med fadern ett svärd i vapnet liksom den på Niemenpää 1418 bosatte Henrik Svärd. Klas Kurke var gift med Elin Jönsdotter (Stenbock) Elin Jönsdotter, dotter till Jöns Olofsson (Stenbock, äldre ätten), som från 1440-talet var bosatt i Finland.
Klas Kurke blev i sitt äktenskap med Elin Jönsdotter far till biskop Arvid Kurck med vilken den finska ätten Kurck utslocknade på svärdssidan 1522, och till Elin Klasdotter vilkas ättlingar upptogo moderns släktnamn, och från dem härstammar den yngre, introducerade ätten Kurck (nedan).
Arvid Kurck sympatiserade med Gustav Vasa i hans kamp mot Kristian II av Danmark. När han insåg att detta var känt för Kristian, flydde han till Sverige för att undgå Kristians hämnd. Skeppet förliste dock vid Öregrund, och alla på skeppet drunknade den 23 maj 1522.
Arvid Korke eller Kurck. Föddes på Laukko gård i Vesilax sn i Övre Satakunda. Blev baccalaureus vid Paris’ universitet 1486, licentiatus 1487 och incipient samma år. Nämnes 1488 i sitt hemland magister samt 1490 kanik och kyrkoherde i Åbo. Blev dekan i Åbo efter det företrädaren Magnus Johannis, sista gången nämnd 1496, avlidit. Valdes till biskop i Åbo sommaren 1510, erhöll konfirmation härpå i Ravenna 17.3 1511 och vigdes i Strängnäs 5.10 1511 till biskop av ärkebiskopen Jakob Ulfsson. Postulerad till ärkebiskop av Uppsala domkapitel trol. våren 1522. Drunknade 23.5 1522 utanför Öregrund under överfart till Sverige.
Med Arvid Kurck utslocknade den äldre ätten Kurck på svärdssidan men namnet upptogs av ättlingarna till biskopens halvsyster Elin Klasdotter (Kurck) i hennes äktenskap med riksrådet och lagmannen i Satakunda med Österbotten Knut Eriksson (sköld delad av en kavle mellan två med baserna mot densamma ställda sjöblad) (levde 1535, död 1538). Från makarna, vilkas ättlingar upptogo moderns släktnamn, härstammar den yngre ätten Kurck, som introducerades på Riddarhuset 1625.

## Yngre ätten Kurck II
Biskop Arvid Kurck hade en halvsyster vid namn Elin Klasdotter (Kurck). Hon blev gift med Knut Eriksson (två sjöblad) som 1498 skrev sig till Laukko i Vesilax, och som enligt Knut Erikssons sigill var ett vapen med en kavle mellan två sjöblad, vilken först i en senare version ändrades från kavle till bjälke.
Senare forskning har påvisat felaktigheter i tidigare uppgifter om Knut Eriksson, vilken under hundratals år betraktades som son till Erik Axelsson till Näs i Småland i äktenskap Cecilia Olovsdotter av den äldre ätten Stenbock.
Knut Eriksson blev sedermera riksråd och lagman och räknas som anfader till den svenska ätten Kurck. Han var född i Småland och adlades troligen av Sten Sture den äldre. Knut var 1491 häradshövding i Österbotten och blev riksråd senast 1503. Han nämns som lagman i Satakunta och Österbottens lagsaga 1511–1535, efter delningen av Norrfinne lagsaga. Knut ingick i den delegation som 1524 sändes till Novgorod för att stadfästa 1510 års fredsavtal.
Knut Eriksson var död 1539 och uppnådde hög ålder. En son till honom inskrevs 1513 vid universitetet i Rostock med namnet Jacobus Koork och en dotter, som troligen hette Birgitta Knutsdotter Kurck, blev abbedissa i Nådendals kloster.
Sonen Jöns Knutsson Kurck (död 1577 eller 1578) efterträdde 1535 fadern som lagman men blev avsatt 1569 av Johan III. Han ärvde biskop Arvid Kurck. Gården Laukko blev en av den yngre ätten Kurcks stamgods. Sonen Knut föddes i andra äktenskapet med Ingeborg Tott (av Skedebo).
Knut Jönsson Kurck (död 1597 eller 1598) var ryttmästare i den finska adelsfanan och blev 1593 häradshövding i Satakunda. Gift med hovmästarinnan Brita Bengtsdotter (Gylta). Gården Hedensö i Näshulta socken, Sörmland, kom till ätten Kurck via henne.
Jöns Knutsson Kurck (1590–1652) var president och riksråd. I hans tid blev ätten Kurck först introducerad under nr. 4 i riddarklassen (1625) och senare upphöjd i friherrlig värdighet (introducerad 1652, utdöd 1937). Adliga ätten Kurck nr. 4 ströks därmed ur matrikeln.

## Friherrliga ätten Kurck
Jöns Knutsson Kurck (1590–1652), var ryttmästare 1619 men fick avsked för sjuklighet 1622. 1625 introducerad på riddarhuset under nr 4 i riddarklassen, vilket nummer sedermera utgått ur matrikeln. Ståthållare på Åbo slott och över dess län 1626. Ståthållare över Viborgs slott och län 1627. Han blev president i Åbo hovrätt 1631 och riksråd 1633.
Lagman i Västergötland och på Dal 1641 och upphöjdes 1651 till friherre och introducerades 1652 under nr 16.
Från dem härstammade alla ättlingar till friherrliga ätten Kurck, vilken utdog 1937 med Claes Carl Gustaf Kurck:
Friherre Clas Carl Gustaf Kurck (1849—1937) var efter studier vid universitet i Uppsala (botanik) och Leipzig (mineralogi och geologi) extra geolog vid Sveriges geologiska undersökning somrarna 1874 och 1875, arrenderade 1877—97 den fadern tillhöriga herrgården Petersborg i Smedstorp, och bodde sedan i Lund. Han skrev bland annat Om kalktuffen vid Benestad och Den forntida utbredningen av kärrsköldpaddan (1917), var ledamot av styrelsen för Kulturhistoriska föreningen för södra Sverige 1890—1930 och av Det kongelige nordiske Oldskrift-selskab i Köpenhamn från 1889 samt blev hedersdoktor vid Lunds universitet 1918. Kurcks efterlämnade samlingar finns i Lunds universitets zoologiska museum och geologisk-mineralogiska institution.
Med honom utdog släkten Kurck på manssidan. Dess sista kvinnliga medlem var hans syster författarinnan Sigrid Augusta Kurck (1857—1946) på Rynge.

## Greve Kurck
Arvid Fredrik Kurck (1735–1810) erhöll 1797 grevlig värdighet utan att introduceras.